# Виладозе
Виладозе (итал. Villadose) је насеље у Италији у округу Ровиго, региону Венето.
Према процени из 2011. у насељу је живело 5086 становника. Насеље се налази на надморској висини од -1 м.

## Становништво
| 1931. | 1936. | 1951. | 1961. | 1971. | 1981. | 1991. | 2001. | 2011. |
| ----- | ----- | ----- | ----- | ----- | ----- | ----- | ----- | ----- |
| 5.469 | 5.923 | 6.504 | 5.200 | 4.916 | 5.094 | 5.269 | 5.248 | 5.188 |